# Ďžems Raudziņš
Ďžems Raudziņš (ur. 1 grudnia 1910 w Harbinie, zm. 13 grudnia 1979 w Perth) – łotewski koszykarz, olimpijczyk. Reprezentant klubu US Ryga.
Mistrz Europy w koszykówce z 1935 roku, dwa lata później Łotysze uplasowali się na szóstym miejscu. Startował w światowych igrzyskach studentów, w 1933 zajął z kadrą drugie miejsce, zaś w 1935 zwyciężył. W kadrze narodowej rozegrał 18 spotkań. Pięciokrotny mistrz Łotwy (1930, 1934, 1935, 1936, 1937).
Uczestnik igrzysk olimpijskich w Berlinie (1936). W pierwszej rundzie Łotysze pokonali Urugwajczyków (20–17), jednak w drugiej ponieśli porażkę z Kanadyjczykami (23–34). W pojedynku repasażowym przegrali z Polakami 23–28 i odpadli z turnieju, zajmując w nim 15. miejsce (ex aequo z trzema ekipami, które także odpadły w tej części turnieju). W meczu z Kanadą zdobył dwa punkty.
Ukończył studia prawnicze na Uniwersytecie Łotwy, pracował w ministerstwie spraw wewnętrznych. Po wojnie wyemigrował do Australii, w której pracował jako księgowy.